# CZN Burak
CZN Burak, właśc. Burak Özdemir (ur. 24 marca 1995 w Yayladağı) – turecki szef kuchni i restaurator. Jest właścicielem sieci restauracji Hatay Civilizations Table (turecki: Hatay Medeniyetler Sofrası), która składa się z czterech lokali w: Taksim, Aksaray, Etiler i w Dubaju. CZN, przydomek Özdemira, wywodzi się od częstego, błędnego wymawiania Cinzano, nazwy sklepu tekstylnego jego ojca w Laleli.
Jego przygotowywanie i prezentowanie tureckich przepisów, uczyniło Özdemira gwiazdą Internetu na platformach takich jak Instagram i TikTok.